# Boom (België)

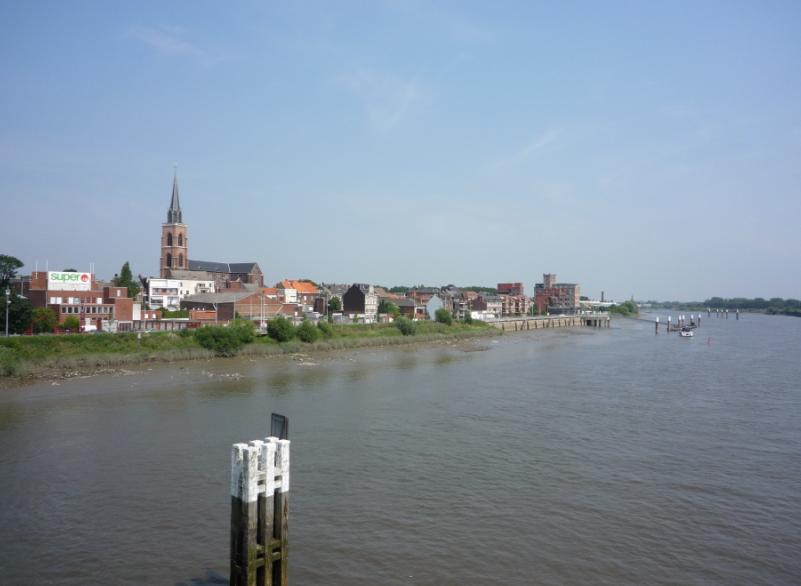
Boom aan de Rupel

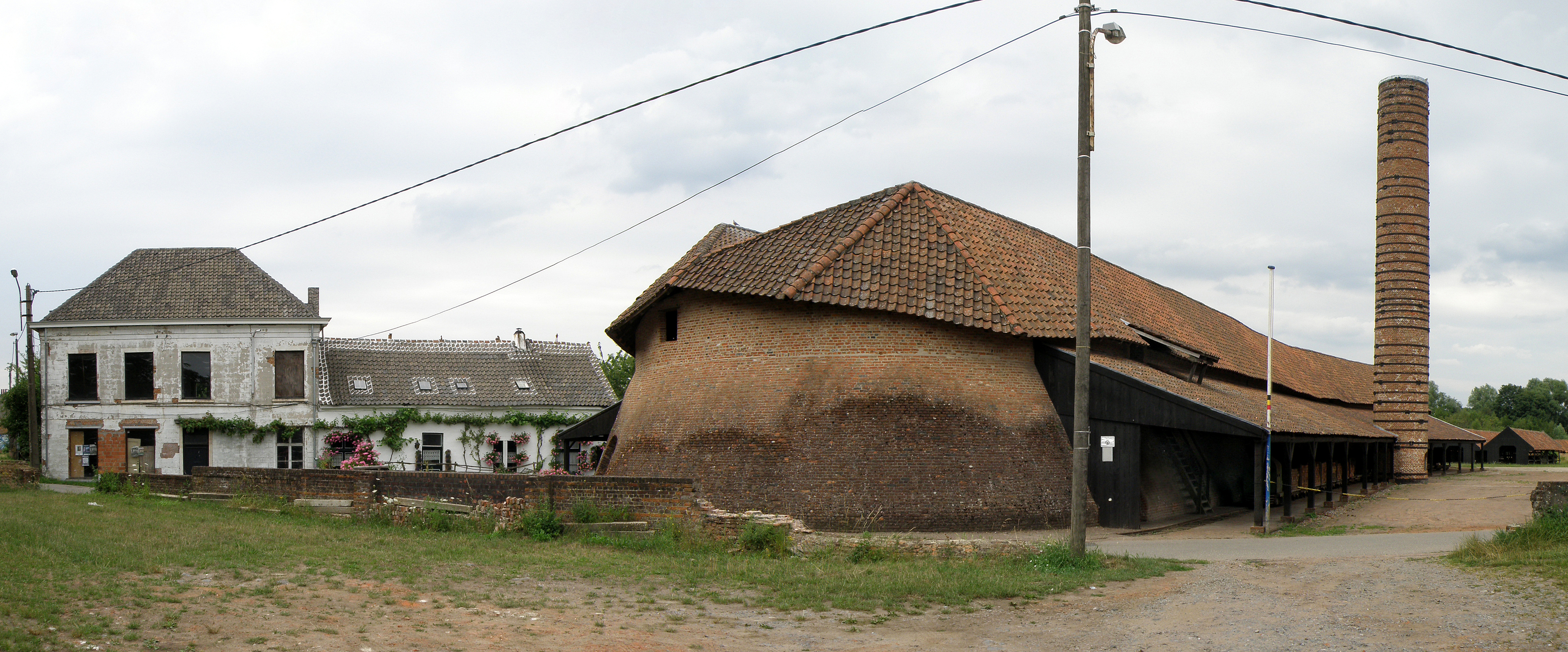
Steenbakkerij Frateur, thans steenbakkerijmuseum ’t Geleeg

Boom is een plaats en gemeente in de Belgische provincie Antwerpen en is de hoofdplaats van het kanton Boom. De gemeente ligt aan de rivier de Rupel en telt ruim 19.000 inwoners.

## Geschiedenis
Vermoedelijk bestond Boom al in de Romeinse periode. Boom behoorde aanvankelijk tot de parochie Kontich, waarvan het voor 1309 werd gescheiden. Boom maakte deel uit van de bezittingen van de familie Berthout en hun jongere tak, de Heren van Grimbergen. In 1290 werd Boom, samen met Rumst, Terhagen, Willebroek, Ruisbroek en Heindonk afgescheiden van het Land van Grimbergen en verenigd in een aparte heerlijkheid, het Land van Rumst. Boom kwam samen met de rest van het Land van Rumst in handen van de geslachten van Vianden. Zo kwam het Land van Rumst in opeenvolgende periodes in verschillende handen terecht onder andere de Ligne, de Bethune, Huis Bourbon, Huis Nassau. Tot Karel van Baume in 1663 de gemeente Boom verkocht aan Joris Boschart als een afzonderlijke entiteit los van het Land van Rumst.
Omstreeks 1410 werd, naar aanleiding van de stapelkwestie tussen de havens Antwerpen en Mechelen, door Anton van Bourgondië een bolwerk opgeslagen te Boom om de Rupel en de vaart op Mechelen te controleren.
Tijdens de Oostenrijkse Successieoorlog lagen de Oostenrijkers in mei 1766 in de twee forten tussen Rumst en Boom om de Rupellinie tegen de Fransen te verdedigen.
Boom werd tijdens de Boerenkrijg van 20 tot 27 oktober 1798 het hoofdkwartier van de "Brigands" van het land van Boom.
In 1976 bleef Boom buiten de grote fusieoperatie van de Belgische gemeenten. Hierdoor is het qua oppervlakte een van de kleinste gemeenten van de provincie Antwerpen. Boom heeft sinds de 19e eeuw een eigen ziekenhuis, maar dit is sinds 1959 juist over de gemeentegrens gevestigd (in Reet, Rumst). Sinds het begin van de 21e eeuw is er een toenemende druk op de kleinere buurgemeenten (zoals bijvoorbeeld Niel) om te fuseren met de gemeente Boom.

## Geografie

### Kernen
Boom heeft geen deelgemeenten. De dorpskern ligt in het zuiden, aan de Rupel. Langs die rivier liggen ten westen, tegen de grens met het Hellegat in Niel, de vroegere industriële wijk Noeveren, ten oosten de wijk Hoek. Het afzonderlijke dorp Bosstraat ligt een kilometer verder oostwaarts.

### Aangrenzende gemeenten
| Aangrenzende gemeenten | Aangrenzende gemeenten | Aangrenzende gemeenten | Aangrenzende gemeenten | Aangrenzende gemeenten |
| ---------------------- | ---------------------- | ---------------------- | ---------------------- | ---------------------- |
| Niel                   |                        |                        |                        | Rumst                  |
|                        |                        |                        |                        |                        |
|                        |                        |                        |                        |                        |
|                        |                        |                        |                        |                        |
| Puurs                  |                        |                        |                        | Willebroek             |

## Nabijgelegen kernen
Terhagen, Klein-Willebroek, Niel, Reet, Aartselaar

## Bezienswaardigheden
- De Heilig Hartkerk aan de Antwerpsestraat
- De Onze-Lieve-Vrouw en Sint-Rochuskerk aan de Grote Markt
- De Sint-Annakapel aan de Kapelstraat
- De Sint-Antonius van Padua en Sint-Franciscus van Assisiëkerk
- De Sint-Catharinakerk aan de Pastorijstraat
- De PTS Campus Boom, in art deco

### Steenbakkerijen
Boom kende al steenbakkerijen in de 14de eeuw en kalkovens in de 15de eeuw, die in de 15de en 16de eeuw tot hoge bloei kwamen ingevolge de voortdurende vraag vanuit de Antwerpse bouwwerven. Daarnaast droeg ook het graven van het Kanaal Rupel-Brussel, dat vanaf 1561 Antwerpen met het binnenland verbond, ertoe bij om van Boom het centrum te maken van de steennijverheid vanaf de tweede helft van de 16de eeuw. Aan Brik Boom (het voormalige EMABB-museum) was tot 2007 een ambachtelijke steenbakkerij in werking te zien (site Lauwers). In Steenbakkerijmuseum 't Geleeg werd de oude Steenbakkerij Frateur gerestaureerd.

### Kunstbrug
De kunstbrug, ook wel 'One World Bridge' genoemd, is een werk van Arne Quinze. Het is terug te vinden in de schorre in Boom. De brug werd voor het eerst tentoongesteld door de secretaris-generaal van de Verenigde Naties, Ban Ki-Moon op 12 oktober 2014 aan het publiek. Vooral de kostprijs van het kunstwerk maakte veel reacties los, de bouw ervan kostte 4,6 miljoen euro. In het midden van de brug staat een ijzeren structuur van 25 meter hoog.

## Natuur en landschap
Boom ligt aan de Rupel op een hoogte van 5-15 meter. De oever heeft het karakter van een cuesta. De Boomse klei is naar de plaats genoemd, het Rupelien is naar de Rupel vernoemd. Groengebieden zijn De Schorre en het Gemeentepark van Boom. Andere belangrijke gebieden zijn Bos N (een voormalige kleiput, intussen ontwikkeld tot  natuurgebied) en diverse andere oude kleiputten die zich spontaan tot natuurgebied hebben ontwikkeld.

## Demografie

### Demografische ontwikkeling
- Bronnen:NIS, Opm:1831 tot en met 1981=volkstellingen; 1990 en later= inwonertal op 1 januari

| Inwoners van jaar tot jaar op 1 januari 1992 tot heden | Inwoners van jaar tot jaar op 1 januari 1992 tot heden | Inwoners van jaar tot jaar op 1 januari 1992 tot heden |
| jaar                                                   | Aantal                                                 | Evolutie: 1992=index 100                               |
| ------------------------------------------------------ | ------------------------------------------------------ | ------------------------------------------------------ |
| 1992                                                   | 13.937                                                 | 100,0                                                  |
| 1993                                                   | 13.903                                                 | 99,8                                                   |
| 1994                                                   | 14.038                                                 | 100,7                                                  |
| 1995                                                   | 14.237                                                 | 102,2                                                  |
| 1996                                                   | 14.589                                                 | 104,7                                                  |
| 1997                                                   | 14.722                                                 | 105,6                                                  |
| 1998                                                   | 14.822                                                 | 106,4                                                  |
| 1999                                                   | 14.875                                                 | 106,7                                                  |
| 2000                                                   | 15.057                                                 | 108,0                                                  |
| 2001                                                   | 14.986                                                 | 107,5                                                  |
| 2002                                                   | 15.089                                                 | 108,3                                                  |
| 2003                                                   | 15.330                                                 | 110,0                                                  |
| 2004                                                   | 15.567                                                 | 111,7                                                  |
| 2005                                                   | 15.729                                                 | 112,9                                                  |
| 2006                                                   | 16.096                                                 | 115,5                                                  |
| 2007                                                   | 16.326                                                 | 117,1                                                  |
| 2008                                                   | 16.444                                                 | 118,0                                                  |
| 2009                                                   | 16.598                                                 | 119,1                                                  |
| 2010                                                   | 16.709                                                 | 119,9                                                  |
| 2011                                                   | 16.989                                                 | 121,9                                                  |
| 2012                                                   | 17.166                                                 | 123,2                                                  |
| 2013                                                   | 17.227                                                 | 123,6                                                  |
| 2014                                                   | 17.231                                                 | 123,6                                                  |
| 2015                                                   | 17.559                                                 | 126,0                                                  |
| 2016                                                   | 17.737                                                 | 127,3                                                  |
| 2017                                                   | 17.788                                                 | 127,6                                                  |
| 2018                                                   | 17.970                                                 | 128,9                                                  |
| 2019                                                   | 18.244                                                 | 130,9                                                  |
| 2020                                                   | 18.555                                                 | 133,1                                                  |
| 2021                                                   | 18.799                                                 | 134,9                                                  |
| 2022                                                   | 18.832                                                 | 135,1                                                  |
| 2023                                                   | 19.062                                                 | 136,8                                                  |
| 2024                                                   | 19.431                                                 | 139,4                                                  |
| 2025                                                   | 19.699                                                 | 141,3                                                  |

## Politiek

### Structuur
| Boom             | Boom             | Supranationaal         | Nationaal                         | Nationaal           | Gemeenschap         | Gewest              | Provincie           | Arrondissement  | Provinciedistrict | Kanton          | Gemeente        |
| ---------------- | ---------------- | ---------------------- | --------------------------------- | ------------------- | ------------------- | ------------------- | ------------------- | --------------- | ----------------- | --------------- | --------------- |
| Administratief   | Niveau           | Europese Unie          | België                            | België              | Vlaanderen          | Vlaanderen          | Antwerpen           | Antwerpen       | Antwerpen         | Antwerpen       | Boom            |
| Administratief   | Bestuur          | Europese Commissie     | Belgische regering                | Belgische regering  | Vlaamse regering    | Vlaamse regering    | Deputatie           | Deputatie       | Deputatie         | Deputatie       | Gemeentebestuur |
| Administratief   | Raad             | Europees Parlement     | Kamer van volksvertegenwoordigers | Vlaams Parlement    | Vlaams Parlement    | Vlaams Parlement    | Provincieraad       | Provincieraad   | Provincieraad     | Provincieraad   | Gemeenteraad    |
| Kiesomschrijving | Kiesomschrijving | Nederlands Kiescollege | Kieskring Antwerpen               | Kieskring Antwerpen | Kieskring Antwerpen | Kieskring Antwerpen | Kieskring Antwerpen | Antwerpen       | Boom              | Boom            | Boom            |
| Verkiezing       | Verkiezing       | Europese               | Federale                          | Federale            | Vlaamse             | Vlaamse             | Provincieraads-     | Provincieraads- | Provincieraads-   | Provincieraads- | Gemeenteraads-  |

### Geschiedenis

#### (Voormalige) Burgemeesters
| Periode | Periode     | Burgemeester                            |
| ------- | ----------- | --------------------------------------- |
|         | 1800-1814   | De Bruyn                                |
|         | 1814-1818   | Rypens                                  |
|         | 1818-1830   | De Becker                               |
|         | 1830 - 1848 | Frans Verelst (katholiek Unionist)      |
|         | 1848 - 1876 | Jozef Tuyaerts (LP)                     |
|         | 1876 - 1886 | Louis Verbeeck (LP)                     |
|         | 1887 - 1914 | Emile Van Reeth (Kath.Partij)           |
|         | 1914 - 1921 | Jules Meyers (Kath. Partij, waarnemend) |
|         | 1921 - 1926 | Louis Lamot (Kath. Verb.)               |
|         | 1927 - 1938 | Frans De Schutter (BWP)                 |
|         | 1939 - 1945 | Frans Holsters (LP)                     |

| Periode | Periode      | Burgemeester                             |
| ------- | ------------ | ---------------------------------------- |
|         | 1944         | René Tollenaer (Oorlogsburgemeester)     |
|         | 1944 - 1945  | Hubert Mampaey (Kath. Verb., waarnemend) |
|         | 1945 - 1946  | Lucien Van Reeth (BSP)                   |
|         | 1946 - 1967  | Jos Van Cleemput (BSP)                   |
|         | 1967 - 1970  | Isidoor Vinck (BSP)                      |
|         | 1971 - 1976  | Marcel Van Bulck (BSP)                   |
|         | 1977 - 1986  | Gerard De Fré (PVV)                      |
|         | 1986 - 1994  | Etienne De Groot (PVV)                   |
|         | 1995 - 2012  | Patrick Marnef (SP / sp.a / Boom één)    |
|         | 2013 - heden | Jeroen Baert (N-VA)                      |

#### Legislatuur 2007 - 2012

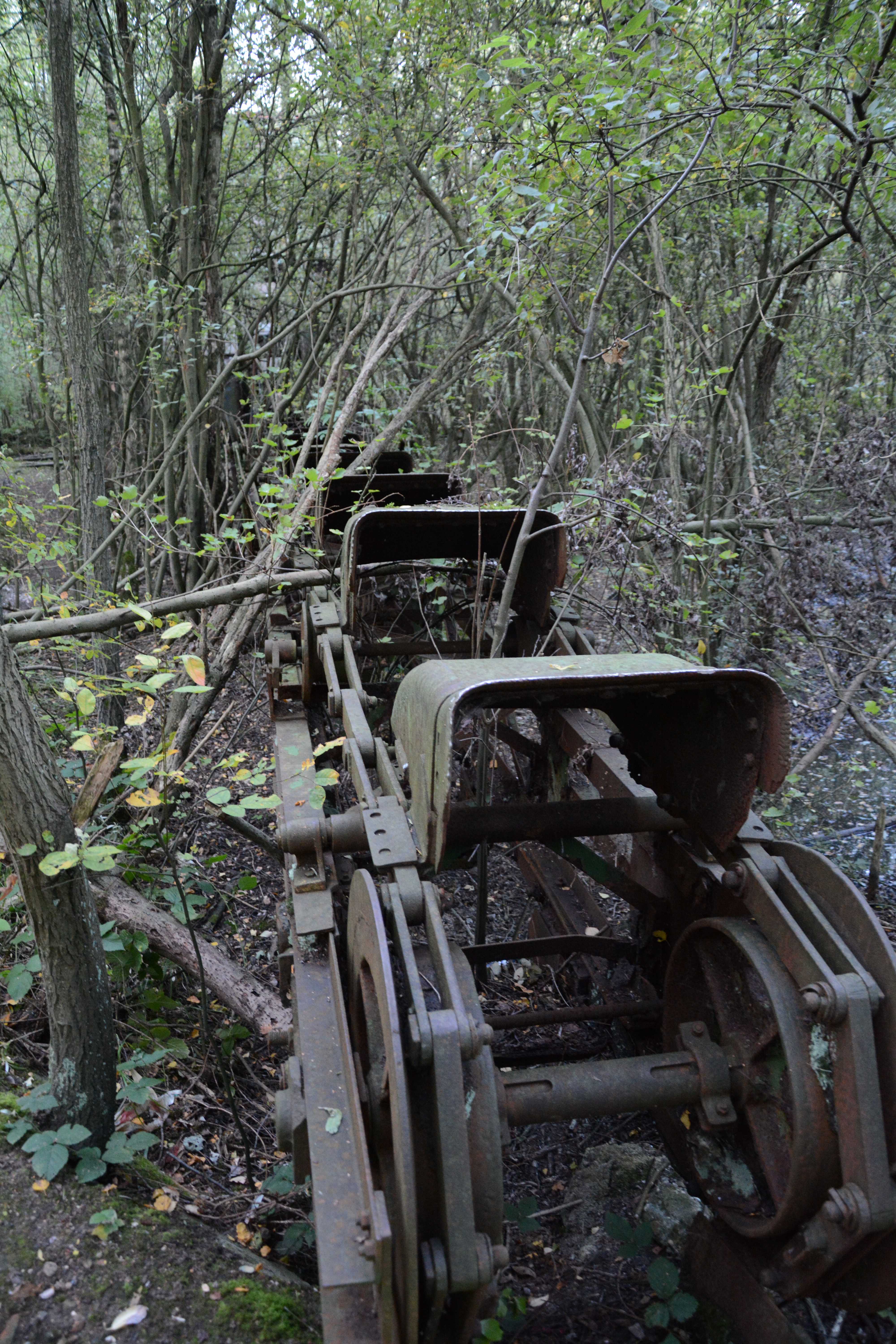
In onbruik geraakte transportband voor het vervoer van klei in De Schorre

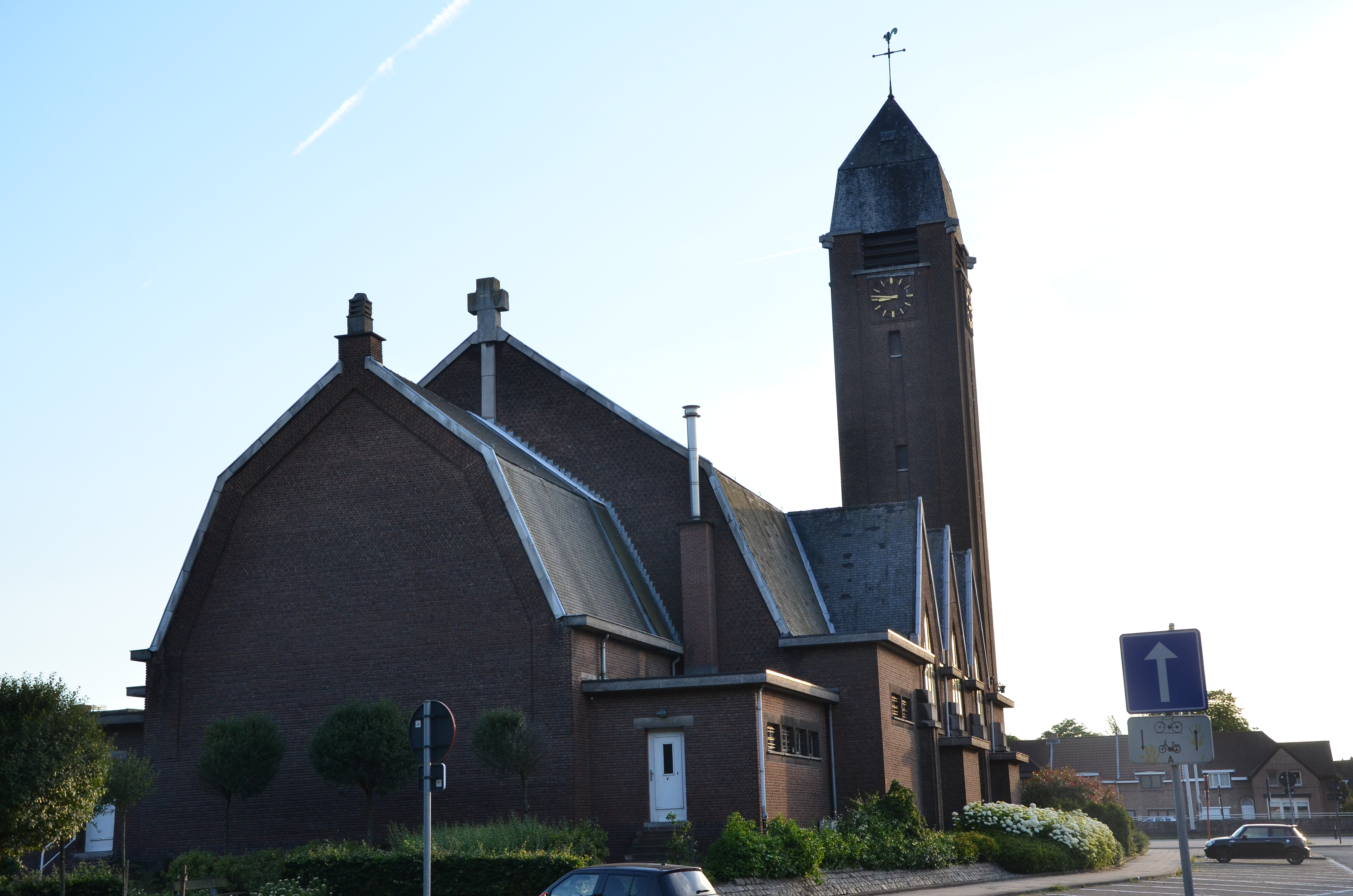
Heilig Hartkerk

De CVP trok in verdeelde slagorde naar de verkiezingen. Zo was er naast de CVP-kieslijst de scheurlijst Baert en De Saeger. Grootste partij werd het Vlaams Belang, met een nipte voorsprong van 0,4% op Boom één, de lokale sp.a-lijst van zittend burgemeester Patrick Marnef. Het valentijnskartel van CD&V-N-VA werd de derde politieke formatie en behaalde 15,29% van de stemmen. Tijdens de verkiezingen vonden er problemen plaats met de stemcomputers, kiezers van de lijst Boom één, zagen enkel de partijnaam staan. Het gemeentebestuur voor 2007-2012 bestond uit een coalitie van Boom één, CD&V en Open Vld. Een coalitie van 14 op 25 zetels. Burgemeester was Patrick Marnef (Boom één), schepenen waren Peter De Ridder en Anita Ceulemans (beide Boom één), Bart De Smet en Kris Van Hoeck (beide CD&V-N-VA) en Marc Lamberts (Open VLD). OCMW-voorzitter werd Nourdine El Kaouakibi. Carry De Groot-Verboven, verkozen op de VLD-lijst, besloot als onafhankelijk liberaal te zetelen. Op 1 januari 2010 werd Marc Lamberts opgevolgd als schepen door partijgenote Nicole Schreppens. Eveneens in januari 2010 werd Rik Röttger (Boom één), die gedeputeerde werd van de provincieraad Antwerpen, opgevolgd door partijgenote Cindy Huys, en Jeroen Baert nam de fakkel over van Leo De Saeger (lijst Baert-De Saeger).

#### Legislatuur 2013 - 2018
Lijsttrekkers bij de verkiezingen waren Dany Bosteels (Open Vld), Jeroen Baert (N-VA), Hans Verreyt (Vlaams Belang), Sven Cools (Groen), Bart De Smet (CD&V), Patrick Marnef (Boom één) en Bart Goovaerts (EVA). Winnaars van de verkiezingen waren N-VA (36,88%, 11 zetels) en Groen (+0,68%). Verliezers waren alle andere partijen, waarbij Open Vld (−6,29%), CD&V (−6,76%) en Vlaams Belang (-15,93%) elk hun stemmenaantal met ongeveer de helft zagen afnemen. Boom één moest een klein verlies slikken van 2,89% en strandde op 26,27% (8 zetels). Open Vld en CD&V moesten respectievelijk 2 en 3 zetels inleveren, het Vlaams Belang 5. Groen bleef status quo op 1 zetel. EVA ten slotte kon 0,78% van de kiezers bekoren, onvoldoende voor een zitje in de gemeenteraad. Stemmenkampioen was Jeroen Baert (N-VA) met 1.595 voorkeurstemmen voor Patrick Marnef (Boom één, 1.163), Nourdine Elkaouakibi (Boom één, 905), Anita Ceulemans (Boom één, 865) en Hans Verreyt (Vlaams Belang, 583).
Na de verkiezingen werd er een coalitie gesloten tussen N-VA, Open Vld en CD&V. Samen vormen ze de meerderheid met 13 op 25 zetels. Jeroen Baert (N-VA) werd aangesteld als burgemeester. Boom één, de op-een-na-grootste partij werd hierdoor naar de oppositiebanken verwezen. De kritiek op de coalitie luidde dat CD&V en Open Vld - die elks slechts een verkozene hadden, hun zetel verzilverd zagen in een schepenambt. CD&V-verkozene Bart De Smet besloot niet te zetelen, waardoor de CD&V-schepen Chris Van Hoeck werd, de overige schepenen zijn Linda Lauwers (N-VA), Ils Blommaerts (N-VA), Dany Bosteels (Open Vld), Inge De Ridder (N-VA). Christel De Coninck werd aangesteld als OCMW-voorzitster. Op 1 januari 2016 werd Inge De Ridder opgevolgd als schepen door Francis Sanchez (N-VA), die op haar beurt Christel De Coninck opvolgde als OCMW-voorzitster.
Op 20 oktober stapten NVA-gemeenteraadsleden Mark Van Heel, Britt Willems en Juan Roca Cervera uit de NVA-fractie. Hetzelfde deed schepen Ils Blommaerts. Allen zullen als onafhankelijke gaan zetelen. Zijzelf gaven als reden hiervoor aan dat ze buiten spel gezet werden, terwijl de NVA-burgemeester hen 'deloyaliteit' verweet en aangaf dat ze al lang geen afdrachten meer aan de partij gaven. Eender hoe: door deze gebeurtenis heeft het bestuur geen meerderheid meer.
Door de timing -minder dan 1 jaar voor de volgende gemeenteraadsverkiezingen- vermijden de opstappers dat er onbestuurbaarheid kan uitgeroepen worden, wat eventueel had kunnen leiden tot de vorming van een nieuwe meerderheid.

#### Legislatuur 2019 - 2024
Na opnieuw een 10 van de 25 zetels te halen (1 zetel minder in vergelijking met 2013) kon Jeroen Baert met N-VA nogmaals de burgemeesterssjerp bemachtigen, dit keer door een ruime meerderheid te vormen met coalitiepartners CD&V (4 zetels) en Groen (1 zetel). De oppositie bestond uit 2 partijen. De grootste daarvan was Boom één (7 zetels). De 2e oppositiepartij was Vlaams-belang met 3 zetels.
Open-vld dat vorige legislatuur nog een schepenpost kon bemachtigen behaalde deze verkiezing niet genoeg stemmen om hun zetel te behouden. Ook PVDA & Boom Vooruit behaalden hun eerste zetel niet.

#### Legislatuur 2024 - 2030
Bij de lokale verkiezingen van 13 oktober 2024 bleef N-VA de grootste partij, ondanks een terugval van 10 tot 6 zetels in de gemeenteraad. Jeroen Baert bleef burgemeester en vormde een coalitie met Samen2850 (5 zetels), een samenwerking van CD&V en Groen, en Vooruit (5 zetels), goed voor 16 van de 25 zetels in de gemeenteraad. De oppositie bestond uit Vlaams Belang (5 zetels), BOOM+ (een afsplitsing van Vooruit, 3 zetels) en PVDA (1 zetel). Open Vld had niet genoeg stemmen behaald voor een zetel in de gemeenteraad.

#### Resultaten gemeenteraadsverkiezingen sinds 1976
| Partij of kartel     | Partij of kartel                             | 10-10-1976 | 10-10-1976 | 10-10-1982 | 10-10-1982 | 9-10-1988 | 9-10-1988 | 9-10-1994 | 9-10-1994 | 8-10-2000 | 8-10-2000 | 8-10-2006 | 8-10-2006 | 14-10-2012 | 14-10-2012 | 14-10-2018 | 14-10-2018 | 13-10-2024 | 13-10-2024 |
| Stemmen / Zetels     | Stemmen / Zetels                             | %          | 25         | %          | 23         | %         | 23        | %         | 23        | %         | 23        | %         | 25        | %          | 25         | %          | 25         | %          | 25         |
| -------------------- | -------------------------------------------- | ---------- | ---------- | ---------- | ---------- | --------- | --------- | --------- | --------- | --------- | --------- | --------- | --------- | ---------- | ---------- | ---------- | ---------- | ---------- | ---------- |
|                      | PVDA                                         | -          |            | -          |            | -         |           | -         |           | -         |           | -         |           | -          |            | 5,0        | 0          | 6,4        | 1          |
|                      | SP1 / Boom één2 / Vooruit3                   | 44,541     | 12         | 36,971     | 10         | 35,351    | 9         | 32,291    | 8         | 32,721    | 9         | 29,162    | 8         | 26,272     | 8          | 22,22      | 7          | 18,23      | 5          |
|                      | GRAS                                         | -          |            | 9,53       | 1          | -         |           | -         |           | -         |           | -         |           | -          |            | -          |            | -          |            |
|                      | Agalev1 / Groen!2 / Groen3 / Samen2850B      | -          |            | -          |            | 6,261     | 0         | 7,241     | 1         | 6,111     | 1         | 6,582     | 1         | 7,263      | 1          | 8,13       | 1          | 19,6B      | 5          |
|                      | CVP1 / CD&V+N-VAA / CD&V2 / Samen2850B       | 43,991     | 12         | 40,281     | 10         | 40,311    | 10        | 27,521    | 7         | 20,51     | 5         | 15,29A    | 4         | 8,532      | 1          | 13,82      | 4          | 19,6B      | 5          |
|                      | VU1 / VU&ID2/ CD&V+N-VAA / N-VA3             | 3,611      | 0          | -          |            | -         |           | -         |           | 2,212     | 0         | 15,29A    | 4         | 36,883     | 11         | 29,83      | 10         | 21,13      | 6          |
|                      | PVV1 / VLD2 / VLD-Vivant-Anders3 / Open Vld4 | 7,861      | 1          | 13,221     | 2          | 18,081    | 4         | 18,092    | 4         | 15,092    | 3         | 12,903    | 3         | 6,614      | 1          | 4,74       | 0          | 2,74       | 0          |
|                      | Vlaams Blok1 / Vlaams Belang2                | -          |            | -          |            | -         |           | 14,861    | 3         | 20,851    | 5         | 29,592    | 8         | 13,662     | 3          | 13,42      | 3          | 20,02      | 5          |
|                      | BOOM+                                        | -          |            | -          |            | -         |           | -         |           | -         |           | -         |           | -          |            | -          |            | 12,1       | 3          |
|                      | Baert & De Saeger                            | -          |            | -          |            | -         |           | -         |           | -         |           | 6,48      | 1         | -          |            | -          |            | -          |            |
|                      | Anderen(*)                                   | -          |            | -          |            | -         |           | -         |           | 2,51      | 0         | -         |           | 0,78       | 0          | 3,1        | 0          | -          |            |
| Totaal stemmen       | Totaal stemmen                               | 11783      | 11783      | 11050      | 11050      | 10513     | 10513     | 10081     | 10081     | 10560     | 10560     | 11372     | 11372     | 11399      | 11399      | 11696      | 11696      | 8009       | 8009       |
| Opkomst %            | Opkomst %                                    |            |            |            |            | 94,35     | 94,35     | 91,28     | 91,28     | 91,64     | 91,64     | 93,32     | 93,32     | 90,96      | 90,96      | 91,6       | 91,6       | 60,9       | 60,9       |
| Blanco en ongeldig % | Blanco en ongeldig %                         | 2,2        | 2,2        | 2,98       | 2,98       | 3,41      | 3,41      | 4,52      | 4,52      | 3,2       | 3,2       | 3,71      | 3,71      | 2,22       | 2,22       | 3,2        | 3,2        | 0,7        | 0,7        |

Het aantal zetels van de gevormde meerderheid wordt vet weergegeven. De grootste partij is in kleur.
(*) 2000: BOB (1,56%), ONA (0,95%) / 2012: EVA (0,8%) / 2018: Boom Vooruit (3,1%)

## Cultuur

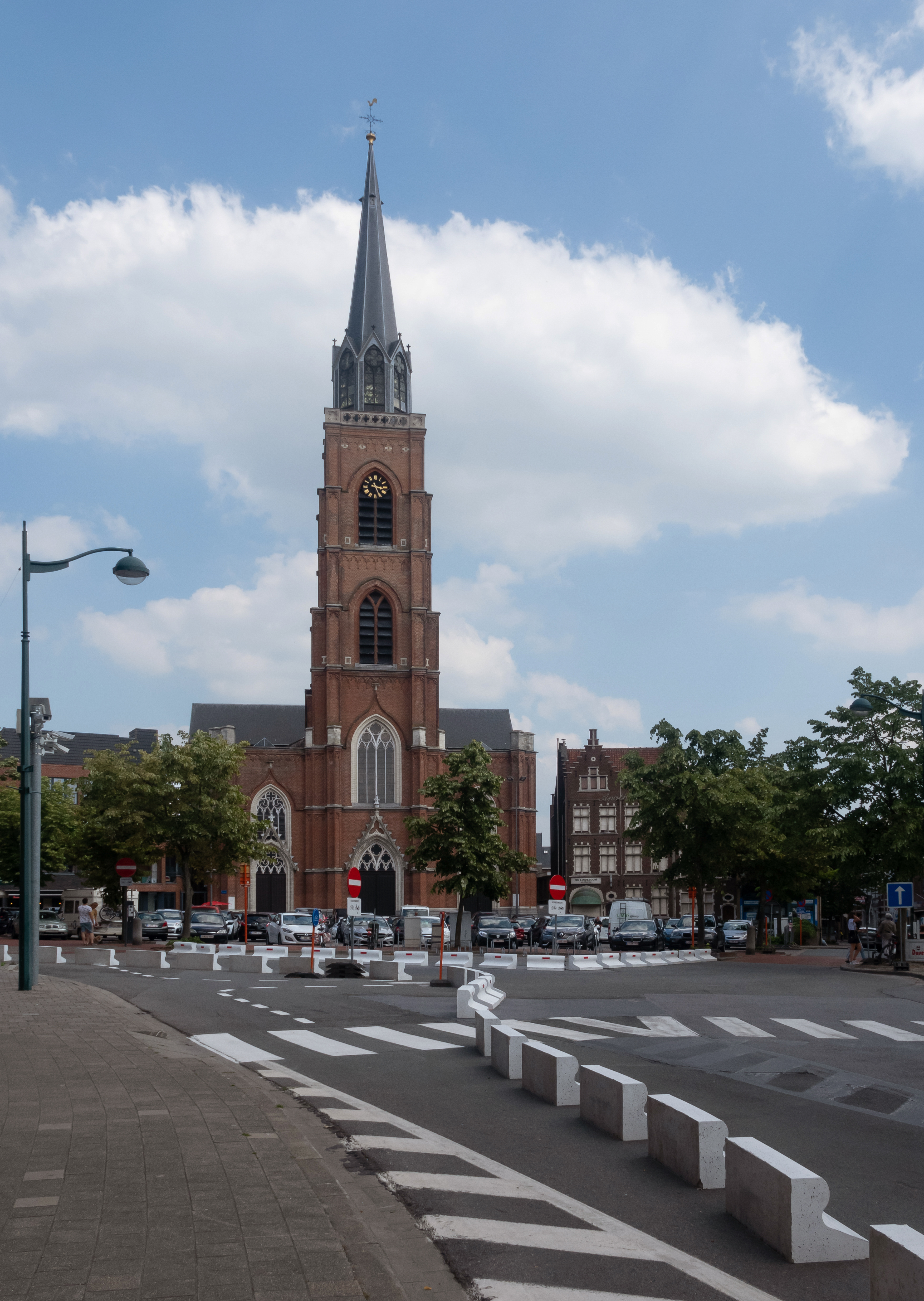
Parochiekerk Onze-Lieve-Vrouw en Sint-Rochus

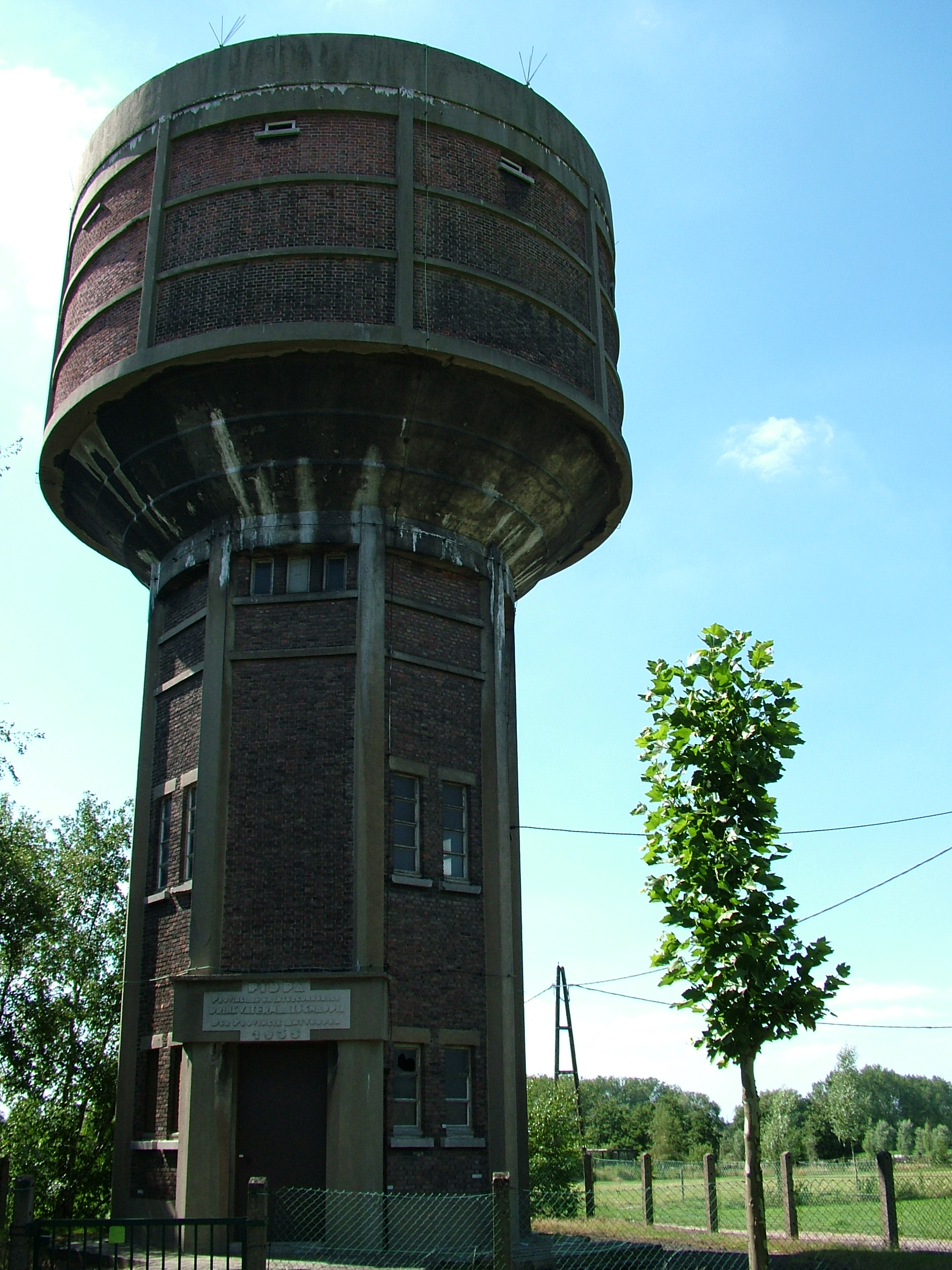
PIDPA-watertoren van Boom

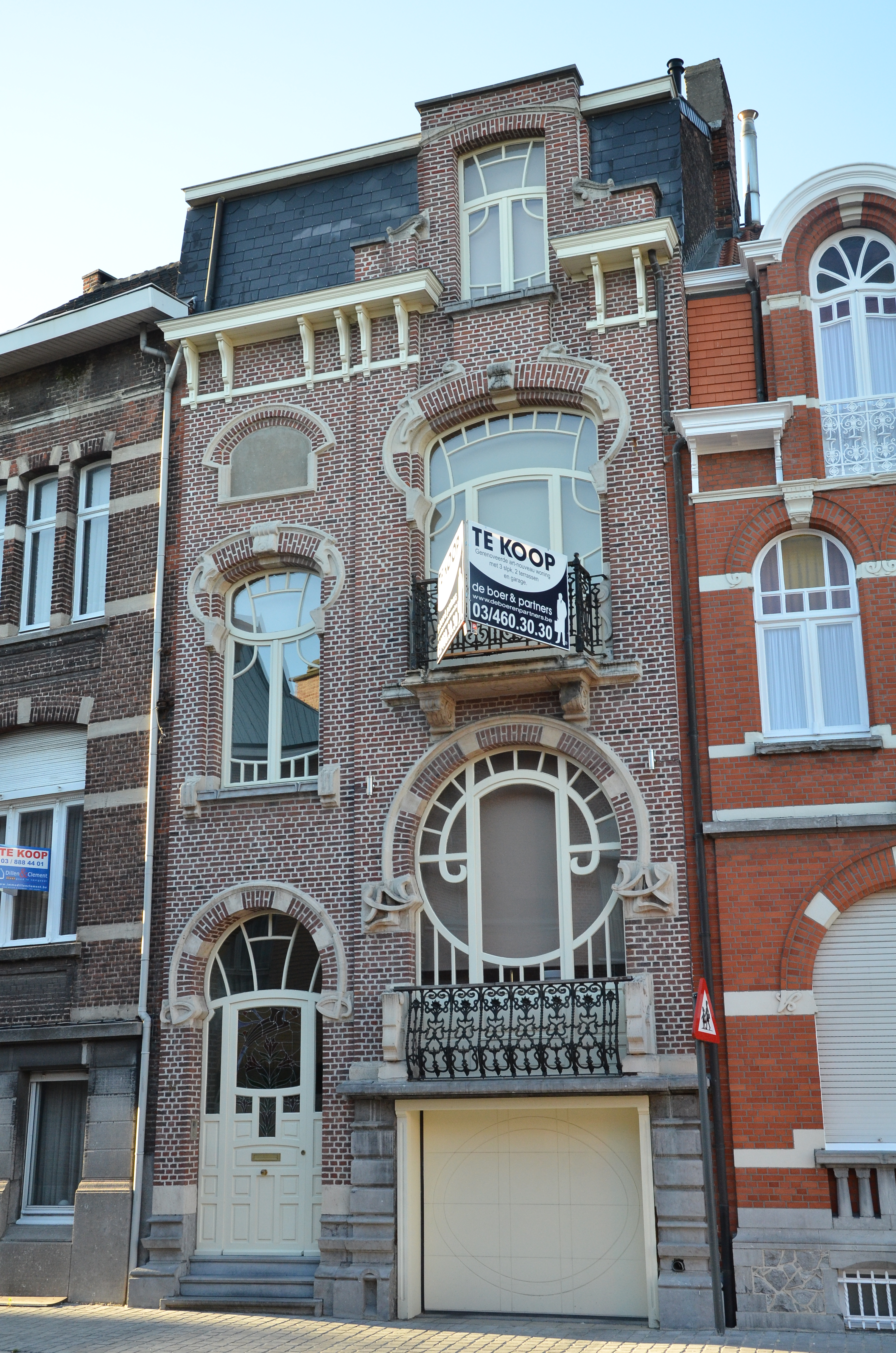
Tuyaertsstraat 65

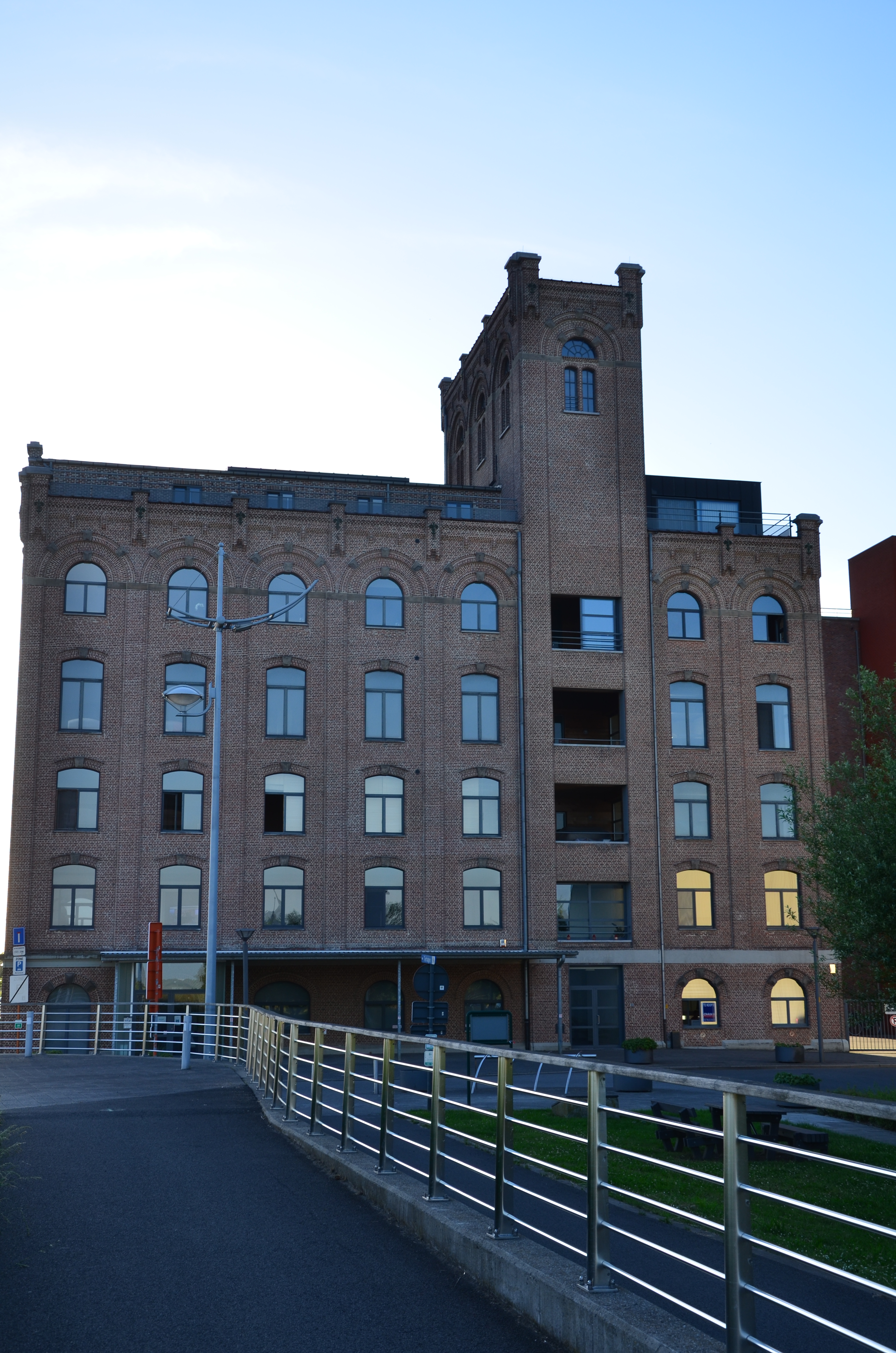
Voormalige Bloemmolens Rypens, nu wooncomplex

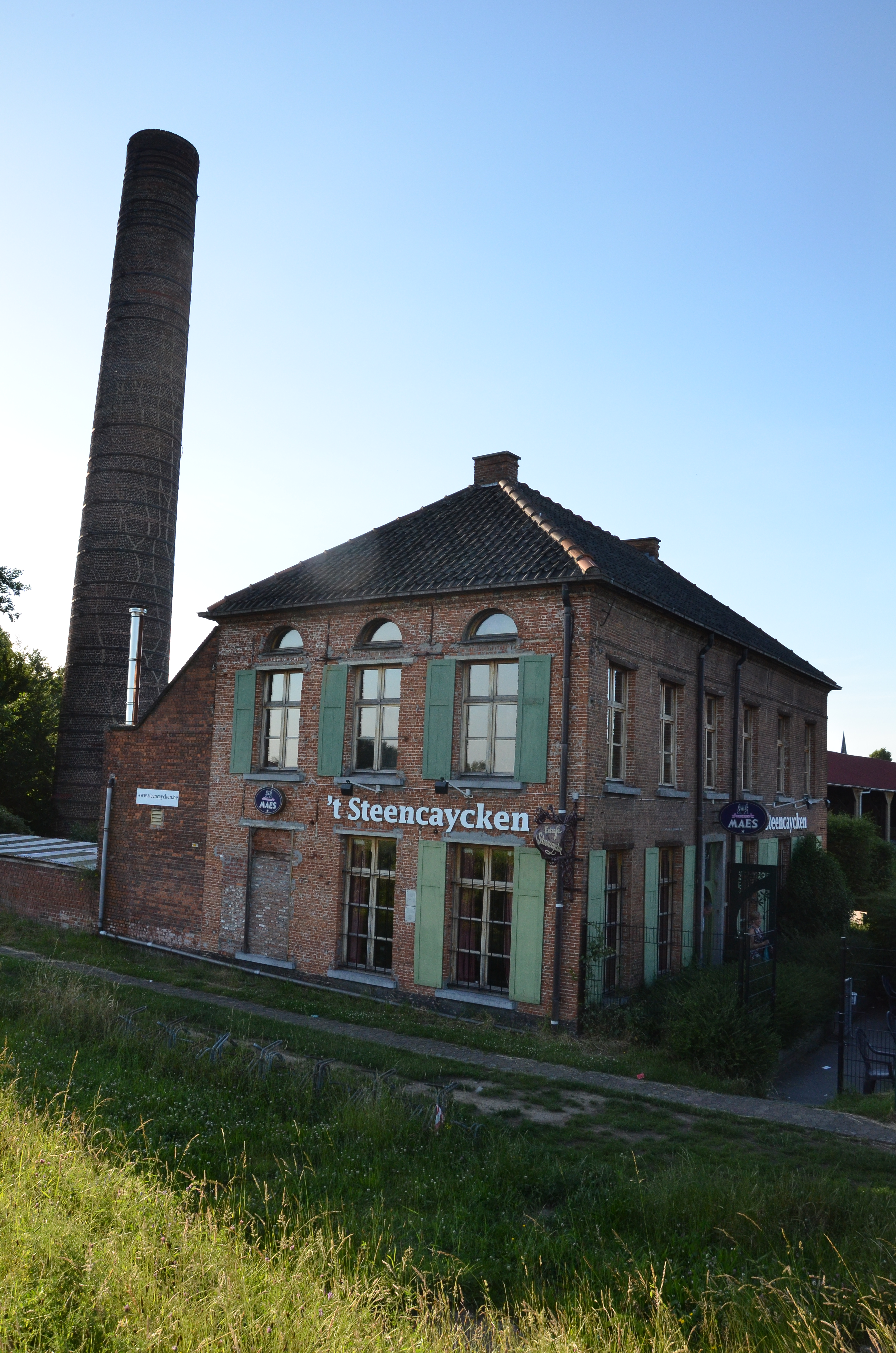
Voormalige meesterwoning van steenbakkerij N.V. Klampsteen, nu taverne 't Steencaycken

- Geschiedkundige Studiegroep Ten Boome

### Bijnaam
Gedurende de Eerste Wereldoorlog verwierven de Boomenaars de bijnaam 'hondenfretters'. Dit kwam doordat ze bij gebrek aan ander vlees, honden slachtten om te eten. Alleen werd dit hondenvlees niet in Boom gegeten, want men verkocht dit namelijk in Mechelen en Antwerpen. Er is een fietsroute, het hondefretterspad, hiernaar vernoemd.

### Evenementen
- Ubuntu Festival[20]
- Tomorrowland
- Putteke Winter
- Planten en Ambachtendag
- Spartacus Run
- Theater Aan Twater
- Noeveren Brandt

### Jeugdbewegingen
- Chiro Calimero
- Chiro Kontakt
- Gidsen Boom
- Nour
- Intisaar

#### Schrijvers en dichters
Amelinckx Margriet, Blommaert Karin, Bogaert Guy, Claes Bavo, Schoeters Armand, Verlinden Jozef, ... zijn voorbeelden van schrijvers en dichters die in Boom leven.

### Scholen

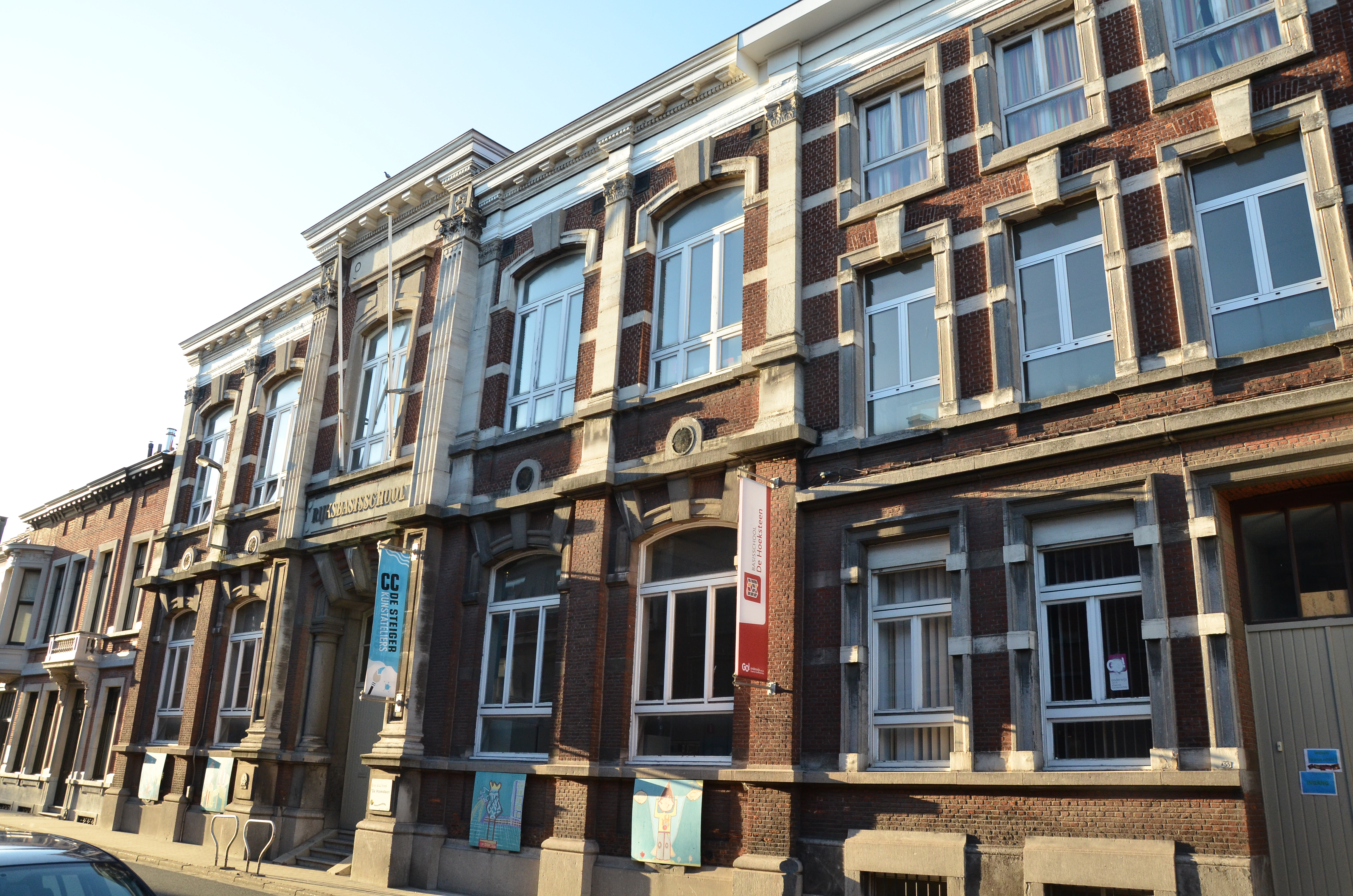
Rijksbasisschool

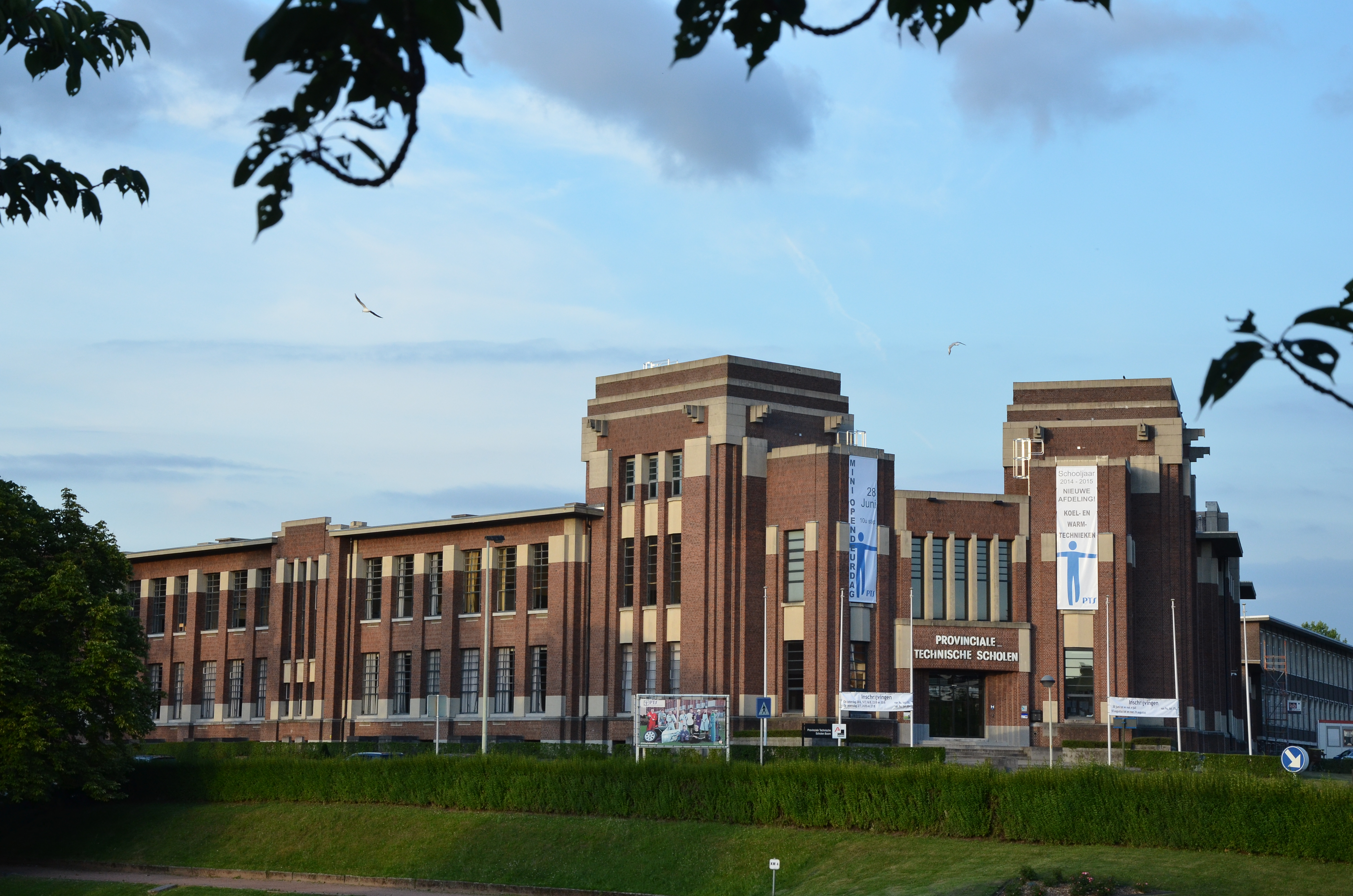
Provinciale en Technische Scholen

#### Lagere scholen
- OLVI De Reuzenboom
- OLVI De Kade
- GO! Hoeksteen
- GO! Boompark
- GO! 'T krekeltje
- GO! Villa Kakelbont

#### Middelbare scholen
- PTS Boom
- OLVI Boom
- GO! Atheneum Boom
- GO! Middenschool Den Brandt

#### Informatie en geschiedenis
- De PTS is een technische school, gelegen in een historisch gebouw uit 1927. In deze school werden tot de hervormingen uitsluitend TSO en BSO richtingen onderwezen. Nu kan je hier terecht voor richtingen in de arbeidsmarktfinaliteit, dubbelfinaliteit en doorstroomfinaliteit. Centrum Leren Werken (CLW) hoort ook bij PTS Boom. Hier kan je terecht voor deeltijdsonderwijs.
- OLVI is een middelbare school in Boom. De gehele school omvat drie aparte gebouwen: een middenschool, een 3de jaar en een bovenbouw. In deze school worden zowel ASO, BSO en TSO richtingen aangeboden. Vroeger was er op de plek van de bovenbouw een kleiput die daarna geschonken werd aan een kloosterorde. Dit verklaart waarom de speelplaats van de school lager is gelegen dan de straat. De kleiput diende voor het aanschaffen en aanmaken van bakstenen. De afkorting van OLVI is "Onze-Lieve-Vrouwinstituut". De school is dan ook officieel een christelijke school.
- Den Brandt is een middelbare school in Boom, waar uitsluitend de eerste graad van het secundaire onderwijs wordt aangeboden.
- Het Atheneum is een middelbare school in Boom, die uitsluitend de tweede en derde graad van het secundaire onderwijs voorziet. Naast algemene secundaire richtingen en Handel worden er ook de richtingen "sportwetenschappen" en "lichamelijke opvoeding en sport" aangeboden.
- OLVI de kade is een lagere school en onderdeel van OLVI. tevens gelegen naast OLVI bovenbouw in de Bassinstraat.

## Economie
Het Kanaal Brussel-Charleroi, dat aansluit op de Willebroekse Vaart en vanaf 1832 in dienst kwam, bezorgde Boom een gemakkelijke toevoer van steenkolen en een verbeterde afvoermogelijkheid voor de productie van de lokale nijverheid.

## Sport
- voetbalclub Rupel Boom FC
- hockeyclub Braxgata
- judoschool Fudji Yama Boom - Niel - Schelle
- basketbalclub Phantoms Basket Boom
- Korfbalclub KC Boomse
- zwemclub Koninklijke Zwemclub IJsberen Boom
- Tennisclub Koninklijke Tennisclub Boom
- turnkring Volharding Boom
- Fitnessclub GO-FIT Boom

## Geboren
- Jan Frans Van De Velde (1779-1838), bisschop van Gent
- Jozef Van Lerius (1823-1876), kunstschilder
- Emile Van Reeth (1842-1923), politicus
- Frans De Schutter (1870-1951), politicus
- Pierre Spillemaeckers (1871-1932), syndicalist en politicus
- Victor de Meyere (1873-1938), dichter, auteur en etnoloog
- Hubert Mampaey (1882-1947), syndicalist en politicus
- Ernest Apers (1883-1959), architect
- Paul Haesaerts (1901-1974), architect, cineast en kunstenaar
- Isidoor Vinck (1907-1970), politicus
- Jos De Saeger (1911-1998), politicus
- Bert Van Bulck (1915-1988), kunstschilder en cineast
- Edgar Kesteloot (1922-2023), wetenschapper en natuurbeschermer
- Bobbejaan Schoepen (1925-2010), zanger-gitarist, entertainer en oprichter van Bobbejaanland
- Alex Vinck (1926-2007), auteur en historicus
- Lydia Maximus (1938), politica
- Paul Koeck (1940-2024), schrijver en scenarist
- Roland Van Campenhout (1944), muzikant
- Luc Van der Kelen (1948), journalist
- Bavo Claes (1949), journalist, schrijver en nieuwslezer
- Glen De Boeck (1971), voetballer en trainer
- Björn Vleminckx (1985), voetballer
- Kevin Seeldraeyers (1986), wielrenner
- Sihame El Kaouakibi (1986), onderneemster en politica
- Michiel De Meyer (1993), acteur

## Partnersteden
- Ayamonte (Spanje)